# Conseil législatif de Nouvelle-Zélande

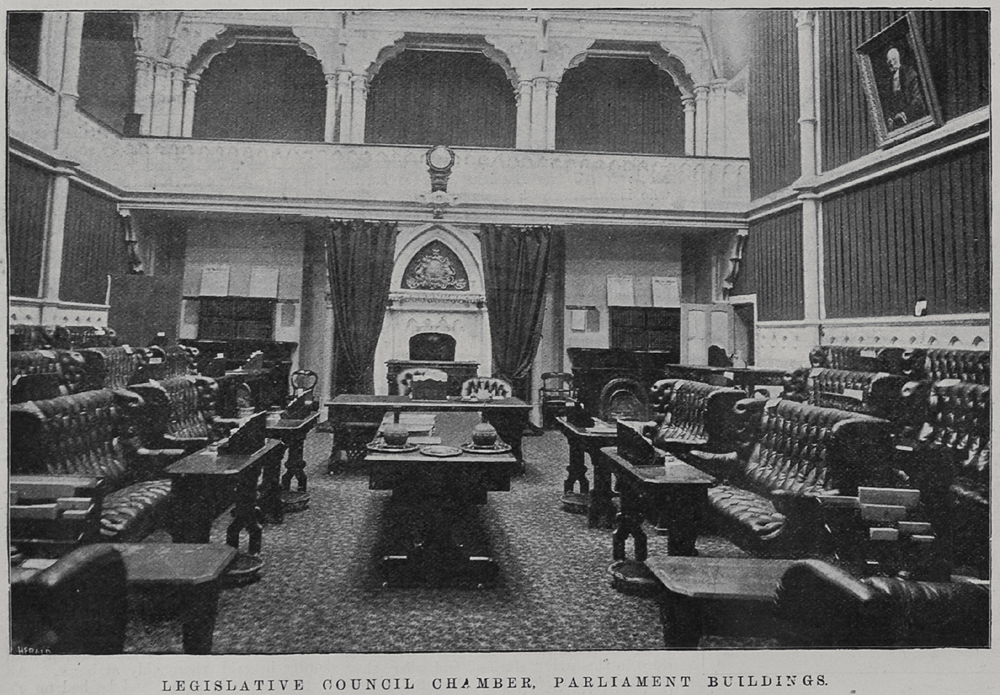
Chambre du Conseil législatif de Nouvelle-Zélande, édifices du Parlement.

Le Conseil législatif est, de 1841 à 1950, la chambre haute du Parlement de Nouvelle-Zélande.

## Histoire
Le Conseil est établi en 1841, l'année qui suit l'annexion de la Nouvelle-Zélande à l'Empire britannique. La colonie est alors sous l'autorité d'un gouverneur, et ce premier conseil est composé du secrétaire colonial, du procureur général, du trésorier colonial, et du gouverneur lui-même. En 1852, la loi New Zealand Constitution Act, adoptée par le Parlement du Royaume-Uni, confère aux colons le droit à un gouvernement formé par des représentants élus. Un Parlement néo-zélandais bicaméral est créé, constitué d'un Corps législatif élargi, dont les membres sont nommés par le gouverneur, et d'une Chambre des représentants, la chambre basse élue. Le Conseil législatif est, à cette date, conçu pour modérer la chambre élue par les colons, et doit fonctionner avec une réelle autonomie. La chambre basse produit toutefois les Premiers ministres, qui affirment rapidement leur autorité face aux gouverneurs, et s'arrogent à partir de 1857 le pouvoir de nommer les membres de la chambre haute. Dès lors, le gouverneur est consulté, pour la forme, mais c'est l'exécutif issu de la chambre basse qui décide de la composition du Conseil législatif. Ce dernier a perdu d'emblée l'essentiel de son autonomie ; les gouvernements l'emplissent de leurs propres partisans. Dans les années 1860 et 1870, le Conseil tente parfois d'exercer un réel pouvoir politique, et d'appliquer son droit à partager l'initiative des lois avec la Chambre des représentants. Les deux chambres entrent en conflit, et la chambre basse s'impose. Le Conseil législatif abandonne son droit constitutionnel à proposer des lois, et se borne à examiner les lois adoptées par la Chambre des représentants,.
En 1891, le Conseil législatif s'oppose aux politiques du Premier ministre libéral John Ballance. Ce dernier répond de manière classique en nommant ses partisans au Conseil, pour s'y conférer une majorité. De jure, il revient toujours au gouverneur de nommer les membres du Conseil, et le gouverneur William Onslow refuse les noms que lui soumet John Ballance. Ce dernier se tourne vers le gouvernement impérial britannique, qui ordonne à Onslow d'accepter la décision de son Premier ministre, au nom des conventions constitutionnelles régissant le fonctionnement de l'exécutif dans le système de Westminster. Dès lors, le Conseil législatif est clairement dénué de tout pouvoir,.
En 1949, le conservateur Sidney Holland accède au pouvoir, et trouve un Conseil législatif où subsiste une majorité nommée par ses prédécesseurs travaillistes. Comme à l'accoutumée, il y nomme de nouveaux membres pour s'y constituer une majorité de partisans, mais leur ordonne cette fois de voter l'abolition du Conseil. La loi Legislative Council Abolition Act est adoptée, et les membres du Conseil siègent une dernière fois le 1er décembre 1950, dans une certaine indifférence générale. Ils chantent l'hymne national God Save the King, puis se retirent. L'abolition du Conseil entre en vigueur officiellement au 1er janvier 1951, laissant la Chambre des représentants comme seule chambre du Parlement,.